# Ophiosteira antarctica
Ophiosteira antarctica is een slangster uit de familie Ophiuridae.
De wetenschappelijke naam van de soort werd in 1902 gepubliceerd door Francis Jeffrey Bell.